# Oliver Knight
Oliver Knight (Bedford, 25 gennaio 2001) è un ciclista su strada britannico, che corre per il team Cofidis.

## Palmarès

### Strada
- 2019 (Juniores)

4ª tappa Vuelta a Pamplona (Pamplona > Pamplona)
- 2021 (AVC Aix-en-Provence, una vittoria)

Grand Prix de la Saint-Pierre-Alleins
- 2022 (AVC Aix-en-Provence, tre vittorie)

1ª tappa Vuelta a Navarra (Sangüesa > Sangüesa)
2ª tappa Volta a Castelló (El Grao > Vistabella del Maestrazgo)
Classifica generale Volta a Castelló
- 2023 (AVC Aix-en-Provence, tre vittorie)

Tour de Basse-Navarre
Trophée de l'Essor
2ª tappa Tour de Côte d'Or (Norges-la-Ville > Clénay)
- 2025 (Cofidis, una vittoria)

2ª tappa Giro di Vallonia (Huy > Sambreville)

#### Altri successi
- 2022 (AVC Aix-en-Provence)

Classifica a punti Tour du Pays Roannais
Classifica giovani Tour du Pays Roannais
- 2023 (AVC Aix-en-Provence)

Circuit de la Vallée du Bédat
Boucles du Haut Var V (cronosquadre)
Chrono 47 (cronosquadre)

## Piazzamenti

### Classiche monumento
- Parigi-Roubaix

2025: ritirato